# سونی دادک
سونی دادک (انگلیسی: Sony DADC) شرکت الکترونیک آمریکایی است، که در سال ۱۹۸۳ توسط شرکت سونی آمریکا تأسیس شد.
این شرکت تولیدکننده سی‌دی، دی‌وی‌دی، یو‌ام‌دی و دیسک‌های بلو-ری است که کارخانه‌های متعددی را در سراسر جهان اداره می‌کند. این شرکت در درجه‌ی اول به شرکت‌های ضبط موسیقی متعلق به سونی موزیک انترتینمنت، سونی پیکچرز هوم انترتینمنت و سونی اینتراکتیو انترتینمنت خدمات ارائه می‌دهد، اما برای سایر شرکت‌ها، توزیع‌کنندگان سرگرمی‌های خانگی و ناشران بازی‌های ویدیویی نیز دیسک تولید می‌کند.